# Rifargia pupula
Rifargia pupula är en fjärilsart som beskrevs av Paul Dognin 1908. Rifargia pupula ingår i släktet Rifargia och familjen tandspinnare. Inga underarter finns listade.